# 許嫁協定
『許嫁協定』（いいなずけきょうてい）は、フクダーダによる日本の漫画。『ヤングエース』（KADOKAWA）にて、2012年8月号から2018年12月号まで連載された。フクダーダにとって初の一般向け漫画である。

## あらすじ
物心ついたばかりのころに両親が離婚し、母子家庭で育った兼多航の元に突如3人の美少女が現れる。しかも、彼女たちは「私たちはあなたの許嫁です」と言い張って、いきなり航の唇を奪ってしまった。さらに翌日、航は3人から「あなたは日本有数の大企業・雪溝グループの御曹司」という衝撃の事実を突きつけられてしまう。

## 登場人物

### 許嫁協定のメンバー
兼多 航（かねだ わたる）
本作の主人公。1995年度生まれ、高校2年生。旧姓は雪溝（ゆきみぞ）。
心根の優しい性格だが、極度の優柔不断。大のおっぱい星人であり、珠代やこゆきの豊満な乳房によく見惚れている。
母子家庭育ち。智の両親が経営するマンションで1人暮らしをしている。実は日本屈指の大企業・雪溝グループの御曹司であり、かつては広壮な邸宅に住んでいた。しかし、5歳の時に両親が離婚。母親に引き取られて以降、父方の実家である雪溝とは絶縁状態となっていた。
それから10年の時を経た高校2年の始業式、自身の許嫁と名乗る3人の美少女と衝撃的な再会を果たし、自らの人生が大きく揺れ動くことになった。
当初、幼少期の記憶については断片的で曖昧だったが、次第に協定メンバーと触れていくうちに、少しずつではあるが思い起こしつつある。また、父親に対しても以前よりあまり快く思っていなかったが、協定メンバーの父兄から話を聞いていくうちに興味を抱き始めている。
協定内における中枢的存在。当初こそ「幼馴染の智が一番」と公言していたが、生活を共に過ごすうち他のメンバーの魅力にも気づいていき、次第に誰のことも選べなくなってしまった。しかし、クリスマスの日にようやく「協定内にいる誰か1人を婚約者として選ぶ」と決意を固め、従来の協定に改良を加えた「許婚協定」を発案し、彼女たち1人ずつと真剣に向かい合うようになる。
将来の夢はプログラマー。すでに学業の傍ら事業の一部を請け負っており、IT企業と業務提携している。また、作業中は眼鏡を着用している。
特技はデコピン。暴走したメンバー女子の粛清によく用いられる（メンバー女子曰く「めちゃくちゃ痛い」）。
原作者には「ド真ん中の主人公」と述べられている。
紅林 智（くればやし とも）
本作のメインヒロイン。スリーサイズ：B85 / W60 / H83。
航の幼馴染。ツリ目とボブカット（中学時代は二つ結び）が特徴的な美少女。物語中盤からはカチューシャをつけている。他のメンバーの陰に隠れがちだが、実はスタイルもなかなか（妹の文曰く「無駄にナイスバディ」）。
航とは5歳の時からの間柄であるが、協定メンバー内では最も遅くに出会っている。実家はマンション経営をしており、航の借りてる部屋と自身の部屋がちょうど真向かいのため、ベランダ伝いで双方の部屋を行き来している。
帰宅部だが、運動部から勧誘されるほどスポーツ万能。一方、学力に関しては協定メンバー内で最も低く、自炊も一切しない模様。
性格はかなりの猪突猛進型。単純明快で、他のメンバーに上手く丸め込まれることが多い。また、珠代と並んで嫉妬深く、航が自分以外の女子に鼻の下を伸ばすたび、彼に鉄拳制裁を加えている。
浮世離れした協定メンバーの中で、唯一の一般人（それでも一般的な視点からすれば、かなり裕福な部類に入る）。幼少期からずっと航のそばに居続けたため、当初は彼にとって最も近しい存在であり、真っ先に2人きりのデートへ誘われるなど、何かと優遇されることが多かった。最初期のころは他のメンバーから「大家さん」と呼ばれていた。
物語の進行とともに、航が他のメンバーとも距離を縮めてしまったため、次第に強い不安や焦りを覚えていき、最終的に珠代たちから勧誘される形で協定に加わる。
原作者には「単純明快に見えて、かなりワガママな娘」と述べられている。
扇黄 珠代（おうぎ たまよ）
本作のもう1人のメインヒロイン。スリーサイズ：B89 / W62 / H87。
許嫁協定の発案者であり、航のファーストキスの相手。日本有数の財閥・扇黄グループの息女。フランスに留学していた帰国子女。
尻まで届くロングのブロンドヘア（中盤からは肩にかかる程度のセミロング）に、人目を惹くグラマラスボディを併せ持つ美少女。成績優秀、運動神経抜群といった才色兼備の持ち主。また、協定メンバー内で唯一料理が得意など、女子力が最も高い。
協定メンバーの中で航と最初に出会っており、初対面時に彼の優しさに惹かれ、それから十年間も一途に想い続けていた。当初こそ空回りすることが多かったものの、物語が進むにつれてその想いが航にも伝わっていきている。
非常に嫉妬深く、ヒステリックな行動を取りがちなヤンデレキャラクター。また、先行きの見通しが甘く、他のメンバーに出し抜かれるなど損な役回りになることが多い。
当初は丁寧なお嬢様口調を用いていたが、地が露呈していくうちに年頃の女子高生らしい口調へと変化していった。
なお、協定中に航と結ばれなかった場合、蒼沼静河（あおぬま しずか）という御曹司と結婚することが内定している。
原作者には「キャラクターデザインが最も難しかった」と述べられている。
藍京 莉歌（あいきょう りか）
本作のヒロインの1人。スリーサイズ：B81 / W59 / H81。
国内トップの化粧品メーカー・藍京化粧品の令嬢。元トップモデルだった母親を持ち、自身も駆け出しもモデルとして活躍している。将来的に独立して事務所を立ち上げることが夢。
そばかす顔と二つ結びにしている茶髪が特徴。両耳にはピアスを開けている。珠代とは対照的にスレンダーな体型をしており、航を除く協定メンバーの中では最長身。サバサバとした男勝りな性格で、荒っぽい口調で話す。一方、目上の人に媚びるのが得意など、世渡り上手な面もある。
下記のこゆきほどではないものの、長身に似合わず運動音痴で、水泳やスキーがまともにできないという意外な一面を持っている。
幼少期に航と過ごした思い出は朧げで、協定にも面白半分という軽い理由で参加した経緯があり、当初は半分様子見といった感じであったが、初デートで自身の撮影現場に同行させた際、母から自分を庇ってくれた航の誠実さに心を打たれ、以降本気で彼を狙いにいくことを決める。
以前は明日香女学院という女子校に通っており、当時は複数の男子学生と交遊があったとのこと（ただし、本人曰く「いずれも友人止まり」）。
原作者には「思ったよりもいい娘」と述べられている。
黛 紗苗（まゆずみ さなえ）
本作のヒロインの1人。スリーサイズ：B68 / W52 / H70。
旧華族の名家・黛家の跡取り娘。小学生と見間違う童顔の幼児体形だが、常人離れした怪力の持ち主。セミロングの姫カットに泣きボクロが特徴。無口かつ無表情で、飄々とした性格の持ち主。そのために何を考えているか分からず、他のメンバーを出し抜くことが多い。また、かなりの毒舌家で大食漢。
莉歌と同じく幼少期に航と過ごした思い出は朧げで、協定に参加した理由も彼への想いというより、実家の跡継ぎ問題を意識した上での判断であった。そのため、当初から積極的に航との子作りを望んでいたが、彼と触れていくうち次第に本気で恋心が芽生えていった。
莉歌と同じく転校前は明日香女学院に通っており、当時は新人の男教師に熱を上げていたとのこと（その教師は、すぐに他の学校へ移動となった）。
原作者には「一番助けられたキャラ」と述べられている。
こゆき・ブランシュール
本作のヒロインの1人。スリーサイズ：B99 / W70 / H91。
許嫁協定における最後のメンバー。フランスでIT企業を経営している日本人の父親と、フランス人の母親を持つハーフ美女。カールのかかったプラチナブロンドに縁のなし眼鏡をかけている。少しぽっちゃとした体型（他のメンバーから陰で「雪だるま」と評されている）ながら、珠代をも上回る協定メンバー最大の巨乳を持つ。
フランス時代、飛び級の話すら持ち上がったほどの才女で、若年ながらすでにアドバイザーとして活躍してる。普段はおっとりとした性格で間延びした口調で話すが、ビジネスのこととなると目の色や口調が激変する（莉歌曰く「業務モード」）。
非常に聡明な反面、手元に電子機器がないと生活に支障をきたすほどの方向音痴。さらに、大の運動音痴で身体能力が恐ろしく低い。日本に帰国してからは紗苗の部屋に居候している。
原作者には「当初は（許嫁協定を）終わらせる役目を担っていた」と述べられている。

### 私立瑛菘学園の関係者
前島 乙寧（まえしま おとね）
2年F組の担任教師。担当教科は現国。1984年前後の生まれ。28歳、乙女座。身長160センチメートル。O型。埼玉県処沢市在住。二ツ橋大学卒。
日頃から協定メンバーの引き起こす問題で頭を悩ませ、ストレスを溜め込んでいる。裏表の激しい性格で、普段は規律を重んじる真面目な教師で通しているが、実際はかなりのぶりっ子。また、30歳を目前に控えながらいまだに独身であるため、以前から婚活サイトに登録し、結婚相手を常に探し回っている（ちなみに、子供のころからの夢は「かわいいお嫁さん」）。
五十川 恒継（いそかわ つねつぐ）
航の親友。小柄な体格と猫っ毛が特徴。協定メンバーとの関係に悩んでいる航に対し、時折アドバイスを送ることもある。風吹とは幼馴染で仲もよいが、特に恋愛感情はない。
橘 慧（たちばな けい）
航の親友。長身で斜め分け。航たちとは違うクラス。
左海 風吹（さかい ふぶき）
智の親友。ジト目とポニーテールが特徴。智の味方をしており、航の煮え切れない態度に怒りを覚えている。恒継とは幼馴染で仲もよいが、特に恋愛感情はない。胸は控えめ。
右代 都（うだい みやこ）
智の親友。タレ目と茶髪のボブカットが特徴。チューシャを着用している。慧と交際中。胸は智と同レベルか上。

### 親族

#### 雪溝・兼多家
雪溝 延和（ゆきみぞ のぶかず）
本作のキーパーソン。航の父親で、日本屈指の大企業・雪溝グループの総帥。協定メンバーのそれぞれの親とは学生時代の旧友。
協定メンバーの関係者曰く「若いころの姿は航と瓜二つ」とのことで、元妻の南美には「優柔不断のくせに、なぜか女を引き寄せる奴」と評され、学生時代から非常にモテたらしい。また、それらの体質はすべて息子へと受け継がれ、航を困らせる根源となっている。
回想シーンによるワンカットを除き、本編にはいまだ未登場。妻との離婚後は一度も航と接触していないが、協定発足時に彼の所在地を珠代らに教えるなど、父親として少なからず息子のことを気にかけている模様。
兼多 南美（かねだ なみ）
航の母親。海外勤務のキャリアウーマンのため、年中家を空けている。旧姓は雪溝（ゆきみぞ）。
延和とは学生時代の交際を実らせ結婚するも、彼の女癖の悪さに愛想を尽かし、航が5歳の時に離婚した過去がある。それゆえ、現在でも雪溝と関係を持つことを極端に毛嫌いし、離婚した経緯などについても深く語りたがらない。
物語開始後しばらくは回想シーンに登場するのみだったが、正月休みに日本へ帰省した際、ようやく本編へ登場する。そして、航の口から「許嫁協定」の全容を聞き、親として厳格な態度を取り、協定メンバーを激しく叱りつけた。しかし、そのメンバー内に智が含まれていると知った途端、彼女との婚姻だけは認めると公言するなど、少し大人げない態度も見せてしまった。結果的に、半ば押し切られる形で息子を協定メンバーへ託すことにした（その際、メンバーに対し「航を雪溝に近寄らせない」という条件を突きつけた）。
琴曰く「昔から頭に血が上りやすく無鉄砲な性格」とのことで、延和との関係も怒り任せに離婚した模様。また、髪型はボブカットにしているが、離婚した当時はロングヘアだった。
雪溝 セイラ（ゆきみぞ セイラ）
航の従妹。中学1年生。物語終盤に登場する。

#### 紅林家
紅林 矜（くればやし きょう）
智の父親。マンション経営者。父から受け継いだ自宅の隣にある敷地にマンションを建て、そこの2階にある全室を協定メンバーに貸し与えている。文曰く「過去に妻以外の女性と交際していた経験がある」とのこと。
紅林 琴（くればやし こと）
智の母親。夫とは学生時代、略奪愛の末に結ばれた。普段は娘たちに節度のある男女交際をするよう促しているが、上記の夫との経歴が思わず露呈し、母親としての面目を完全に失ってしまった。
南美とは学生時代からの親友で、かつて離婚したばかりの彼女とその息子である航を、1年ほど家に住まわせたことがある。また、抜群のプロポーションの持ち、航にとって初恋の人物で、彼が巨乳好きとなった発端。
紅林 文（くればやし あや）
智の妹。1998年度生まれ、中学2年生。
髪型は二つ結び。母や姉に負けず劣らず発育がよい。したたかな性格で口が軽く、姉や母親の弱みを握ってはよくゆすっている。莉歌の大ファン。
本人曰く「姉よりもモテる」らしい。一応、協定メンバーの中では姉の応援をしている。渡をダメな兄みたいに思っていて自分が着替えるときに部屋から追い出さずに着替えたり、ブラちら覗いても怒ったりしない。

#### 藍京家
藍京 早登（あいきょう さと）
莉歌の母親。藍京化粧品の女社長。延和とは学生時代の友人。旧姓は青池（あおいけ）。
自身もかつてトップモデルだった過去があり、仕事中は娘に対して厳しく接する。また、怒ると非常に怖く、莉歌が号泣するほど叱り飛ばす。実は若いころ、そばかすがない以外は娘と瓜二つの容姿であった。

#### 黛家
黛 仁士（まゆずみ ひとし）
紗苗の父親。婿養子。延和とは学生時代の友人。妻とは初デートの際、強引に関係を持たされた過去がある（その際、紗苗を懐妊した模様）。
黛家の跡取り問題を危惧しながらも、紗苗が協定を破って航と一線を越えようとするのを阻止し、娘想いな面を覗かせた。また、航に対し「（延和は）優しくて臆病で優柔不断な奴だった」と述べている。
黛 且乃（まゆずみ かつの）
紗苗の母親。娘に劣らぬ性豪で、跡取りを強く欲している。口元のほくろと髪型が違う以外、容姿は娘と瓜二つ。また、娘に対し「女は惚れたら既成事実を図る」という言葉を与えている。
祖母
自身も婿を取っており、曾孫の誕生を待ち望んでいる。

#### 扇黄家
扇黄 乃璃（おうぎ のり）
珠代の母親。目元にシワがある以外、容姿は娘と瓜二つ。娘想いな性格だが、珠代が帰省した際に「航と結ばれなかった場合、約束通り蒼沼静河と結婚させる」と忠告した。

### その他
五十川 深姫（いそかわ みき）
恒継の姉。IT企業に勤めるキャリアウーマン。
自分の受け持つ仕事の一部を航に業務委託している。実は普段、家の中ではいつも半裸（もしくは全裸）で過ごしている。
申之蔵 公之助（さのくら こうのすけ）
扇黄グループの役員。1979年前後の生まれ、33歳。
実直な性格。珠代とたびたび接触し、協定レースの現状報告と縁談の進展具合を交換し合っている。
一度、珠代の頼みで乙寧とお見合いする羽目になってしまい、結局交際には至らなかったものの、乙寧の誘いを断る姿を偶然にも見てしまった航に、男としての覚悟を与えた。
蒼沼 静河（あおぬま しずか）
蒼沼グループの御曹司であり、珠代の婚約者。
マイペースで空気の読めのない性格。しばらく名前のみの登場だったが、第10巻に初登場する。その際、あまりにマイペース過ぎる振る舞いをしてしまい、許嫁協定のメンバー全員に苦手意識を持たれてしまった。

## 用語
許嫁協定
本作の主軸となる協定。発案者は扇黄珠代。作中ではメンバーのことを「協定ズ」と表記していた。
- 扇黄珠代、藍京莉歌、黛紗苗、紅林智、こゆき・ブランシュールの5名は兼多航との婚姻を希望します。ただし、その婚姻は以下の条件に於いて成立するものとする。

1. 許嫁候補は左手小指に赤い指輪をはめることをもって傘下の証とする。
2. 許嫁候補は己の純潔を守り通すこと。純潔を守り通せば婿殿にいかなる誘惑を駆使するも自由。
3. 期限は瑛菘学園在学中までとする。在学中までにいずれの許嫁候補も婿殿を射止められなかった場合、全ての許嫁候補はその資格を失い、以降婿殿とは接触しない。

許婚協定
第7巻時、従来の協定に改良を加えたもの。発案者は兼多航。
- 兼多航は扇黄珠代、藍京莉歌、黛紗苗、紅林智、こゆき・ブランシュールの許嫁候補5名の中から婚約相手を1名選出する。ただし、その婚姻は以下の条件が全て尊寿された場合に於いて成立するものとする。

1. 許嫁候補は左手小指に赤い指輪を着用とする。
2. 許嫁候補は己の純潔を守り通す。
3. 期限は瑛菘学園在学中までとする。兼多航が婚約相手を決定した時点で、他の許嫁候補は資格を失う。ただし、これまでと変わりなくお互い良好な関係を維持するよう努める。

## 書誌情報
※ 表紙は許嫁協定に加入した順に沿ってある。ただし、最終巻のみメンバー全員。
- フクダーダ 『許嫁協定』 KADOKAWA（角川コミックス・エース）、全11巻[1]
  1. 2012年12月29日発売、ISBN 978-4-04-120537-2
  2. 2013年8月3日発売、ISBN 978-4-04-120745-1
  3. 2014年2月4日発売、ISBN 978-4-04-120959-2
  4. 2014年8月4日発売、ISBN 978-4-04-101914-6
  5. 2015年2月3日発売、ISBN 978-4-04-101915-3
  6. 2015年8月4日発売、ISBN 978-4-04-103340-1
  7. 2016年2月4日発売、ISBN 978-4-04-103341-8
  8. 2016年8月4日発売、ISBN 978-4-04-104548-0
  9. 2017年3月4日発売、ISBN 978-4-04-104549-7
  10. 2017年11月4日発売、ISBN 978-4-04-105895-4
  11. 2018年12月4日発売、ISBN 978-4-04-105896-1